# Блефарохалазис
 Блефарохалазис  является воспалением век, которое характеризуется обострениями и ремиссиями отёка век , что приводит к растяжению и последующей атрофии ткани глазного века, которое приводит к образованию избыточных складок над крышкой маржи. Он, как правило, влияет только на верхние веки, и может быть как односторонним, так и двусторонним. 

## Патофизиология
Блефарохалазис — результат  периодических приступов безболевого отёка века, каждый из которых длится в течение нескольких дней. Это, как полагают, является формой локализованного ангионевротического отека, т.е. быстрого накопления жидкости в тканях. Периодические эпизоды приводят к утоньшению и атрофии кожи. Повреждение поднимающей мышцы верхнего века вызывает птоз верхнего века или опущение века, когда мышцы больше не могут удерживать веко вверху.

## Причины
Блефарохалазис является идиопатическим в большинстве случаев, то есть, причина неизвестна. Системные условия, связанные с блефарохалазисом — почечная агенезия, позвоночные нарушения и врожденные пороки сердца.

## Эпидемиология
Встречается чаще у молодых, чем старых индивидуумов.

## Осложнения
Осложнения блефарохалазиса могут включать в себя гиперемию 
конъюнктивы(избыточный приток крови через влажные ткани орбиты), хемоз, энтропион, эктропион, и птоз.

## Дифференциальный диагноз
Дерматохалазис иногда путают с блефарохалазисом, но это две разные проблемы.

## Лечение / Хирургия
Специально подготовленный хирург, такой как пластический хирург или офтальмолог, требуется чтобы принять решение и выполнять соответствующую хирургическую процедуру. Следующие процедуры показаны для блефарохалазиса:
- Внешний поднимающей апоневроз складки
- Блефаропластика
- Боковая кантопластика
- Удаление кожного жира

Они используются для коррекции атрофированных блефарохалазисом тканей после завершения синдрома.